# Gloria Patricia Porras
Gloria Patricia Porras Escobar (Guatemala, 5 de noviembre de 1960) es una abogada y notaria guatemalteca, que fue magistrada de la Corte de Constitucionalidad de Guatemala en dos periodos desde 2011 hasta 2021.

## Carrera
Porras se graduó en derecho en la Universidad de San Carlos de Guatemala. Más adelante cursó una maestría en derecho público internacional en la misma institución. Durante su trayectoria laboral ha estado vinculada profesionalmente al Instituto de Defensa Pública Penal, al Ministerio Público y a la Oficina del Alto Comisionado de las Naciones Unidas para los Derechos Humanos en su país natal.
En 2011 fue elegida por el presidente Álvaro Colom como Magistrada Titular de la Corte de Constitucionalidad para el período 2011-2016.
En el año 2016 fue nombrada Magistrada Titular de la Corte de Constitucionalidad por el pleno del Congreso de la República de Guatemala. El 14 de abril de 2020, Porras asumió la presidencia de la corte hasta la finalización de la magistratura en abril de 2021.